# Fanning-szigeti nádiposzáta
A Fanning-szigeti nádiposzáta (Acrocephalus aequinoctialis) a verébalakúak (Passeriformes) rendjébe és a nádiposzátafélék (Acrocephalidae) családjába tartozó faj.

## Rendszerezése
A fajt John Latham angol ornitológus írta le 1790-ben, a Sylvia  nembe Sylvia aequinoctialis néven.

## Alfajok
- Acrocephalus aequinoctialis pistor (Tristram, 1883)
- Acrocephalus aequinoctialis aequinoctialis (Latham, 1790)[2]

## Előfordulása
Kiribati területén honos. A természetes élőhelye a szubtrópusi és trópusi cserjések. Nem vonuló faj.

## Megjelenése
Testhossza 15 centiméter, testtömege 19 gramm.

## Életmódja
Rovarokkal és kisebb gyíkokkal táplálkozik.

## Szaporodása
Csésze alakú fészket készít. Monogám, februártól júliusig költ.

## Védettsége
Veszélyeztetett, mivel kis területen él, kevesebb mint 10.000 egyed.